# 청춘을 뜨겁게
"청춘을 뜨겁게"는 한국에서 제작된 심우섭 감독의 1981년 영화이다. 김명덕 등이 주연으로 출연하였고 유옥추 등이 제작에 참여하였다.

## 출연

### 주연
- 김명덕
- 이혜숙
- 심철호
- 문미경

## 기타
- 조명: 정경희
- 녹음: 김경일